# 의장대
의장대 (儀仗隊)는 국가 경축 행사나 국빈 방문 행사에서 기수와 의장 사열, 전사자의 장례식 등의 의식 임무를 수행하기 위해 조직된 부대이다. 기수단과 군악대 또한 의장대의 일종이라고 할 수 있으며, 의식 또는 행사를 위해 부대에서 비보잉 공연단이나 태권도 사절단을 운용하는 경우에도 의장대로 분류할 수 있다. 대한민국의 국방부 의장대가 연간 수행하는 행사 지원 규모는 총 1700회를 넘어선다고 한다.

## 유래
의장대 사열은 중세시대 통치자가 방문자에게 본인의 힘을 과시하기 위해 치뤘던 의식행사에서 유래하였으며, 현대에 와서는 주요 국가행사 시 방문자에게 경의를 표하기 위해, 자국의 군사력과 경제력을 과시하기 위해 행하는 의식으로 행해지고 있다. 이 의장대 사열을 위해 지금까지 운용되고 있는 부대가 의장대이다.

## 나라별

### 대한민국
| 항목     |                                          |
| -------- | ---------------------------------------- |
| 연령     | 지원서 접수년도 기준 18세 이상 28세 이하 |
| 신장(cm) | 180cm 이상                               |
| 체중(kg) | 65~90kg                                  |

#### 국방부 예하 의장대

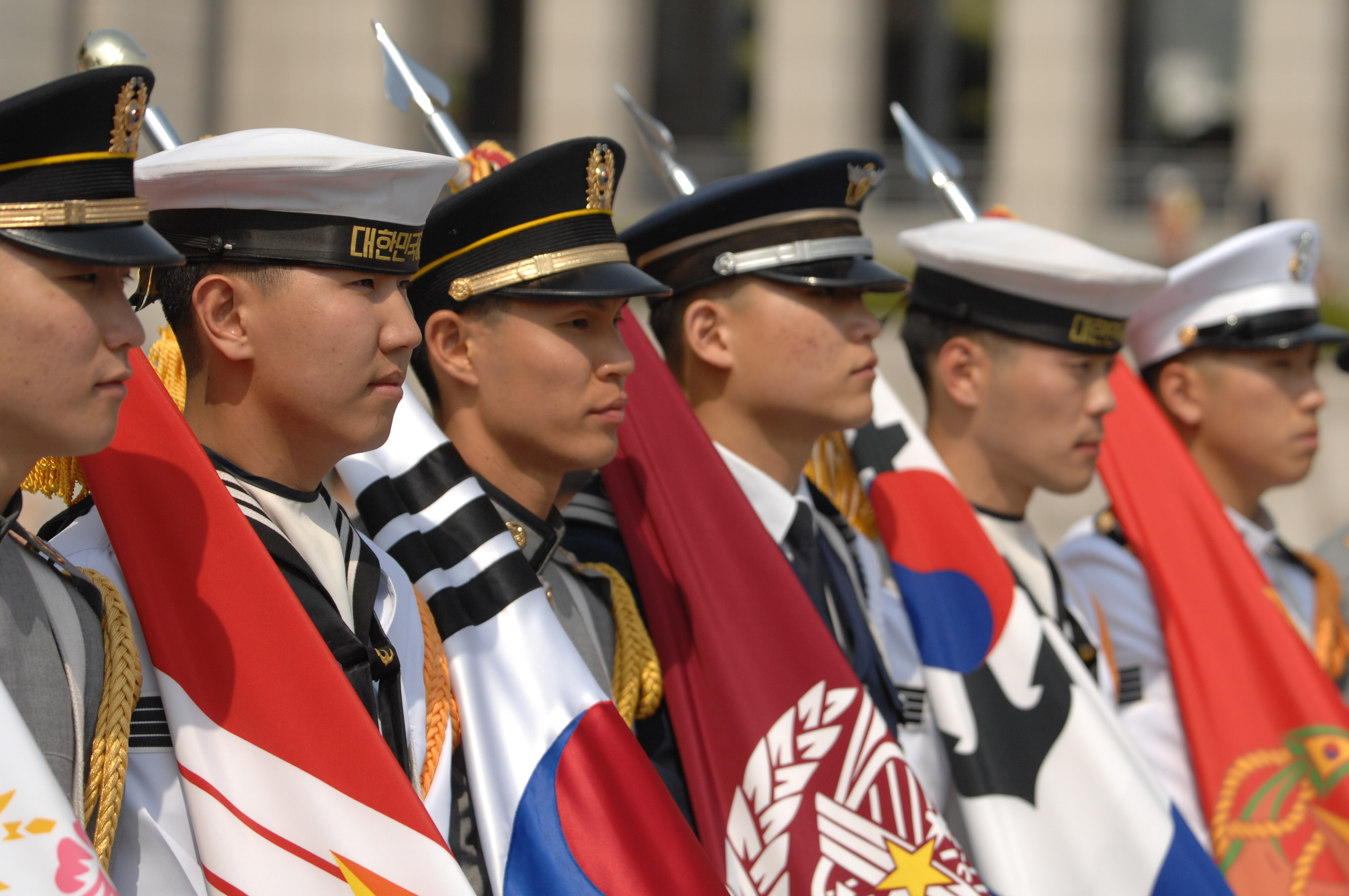
대한민국 국군 의장대

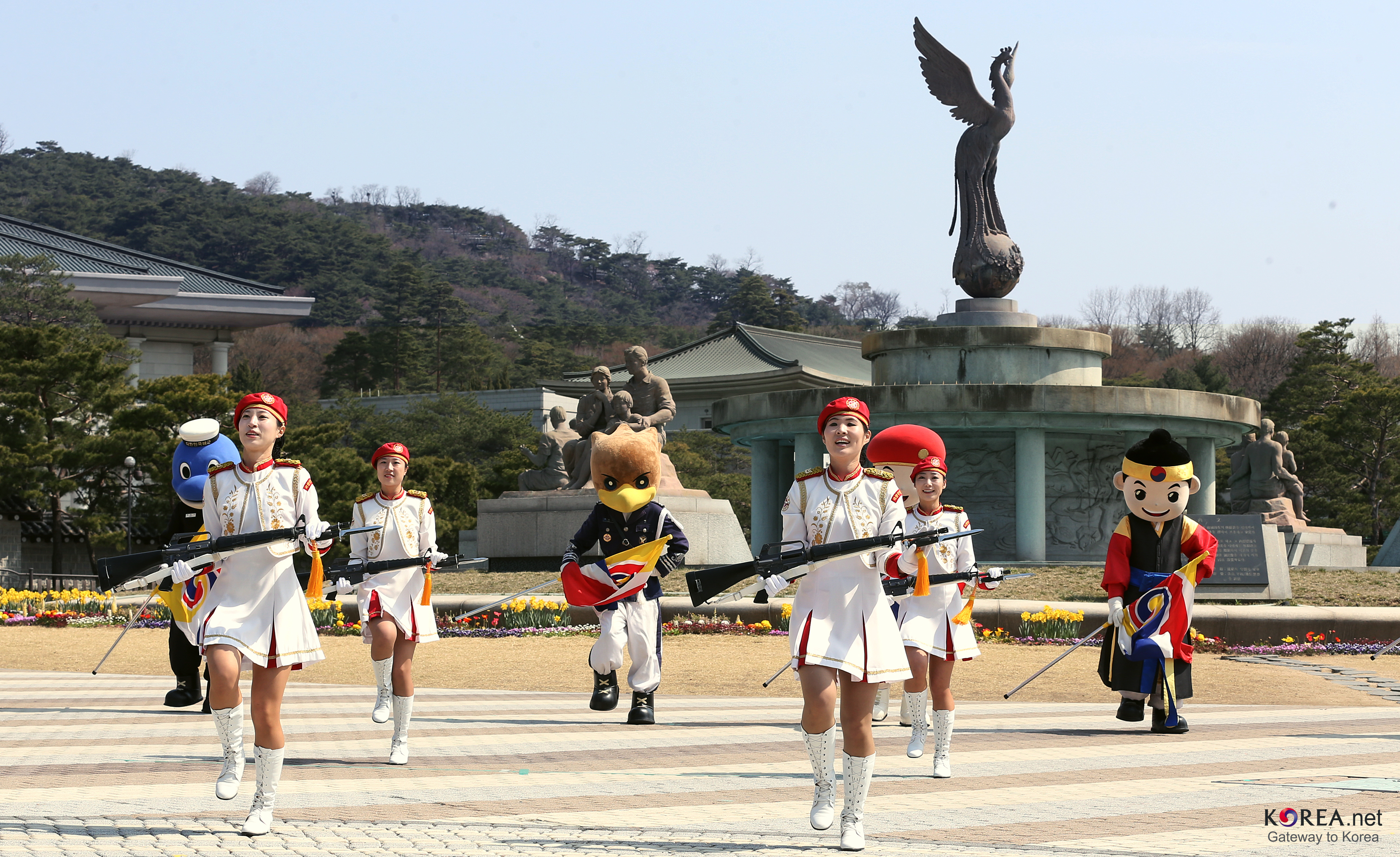
대한민국 국방부 산하 여군 의장대

국방부 근무지원단 소속 의장대로, 지휘관(의장대대장)으로 육군 중령이 보임된다. 국내의 의장대 중 가장 큰 규모를 보유하고 있다.
기본적으로 M16A1 소총을 휴대하고 행사에 참여하지만, 최근 행사에서는 K2C1을 사용하기도 했다.
국방부 의장대에는 조선의 구 군복 및 병기 차림의 전통 군악대와 모두가 여군 부사관으로만 이루어진 여군 의장대도 존재한다.

#### 각 군 본부 예하 의장대
각 군 본부에서 운용하는 의장대로, 육군본부 의장대, 해군본부 의장대, 공군본부 의장대가 있으며, 해병대는 해병대사령부 직할 의장대가 존재한다. 육군, 공군, 해군 의장대는 M16A1 소총을 휴대하나, 해병대사령부 의장대는 M1 개런드 소총을 휴대한다.

#### 경찰의장대
정부 및 경찰 자체의 주요행사의 의장례, 경호경비, 안내 등 의전 업무를 수행하고 있고 또한 민·경 친선을 도모하기 위해 각종 대∙내외행사를 수행하는 부대이다. 의무경찰 단계적 감축∙폐지 시행에 따라 2020년 폐지되었다.

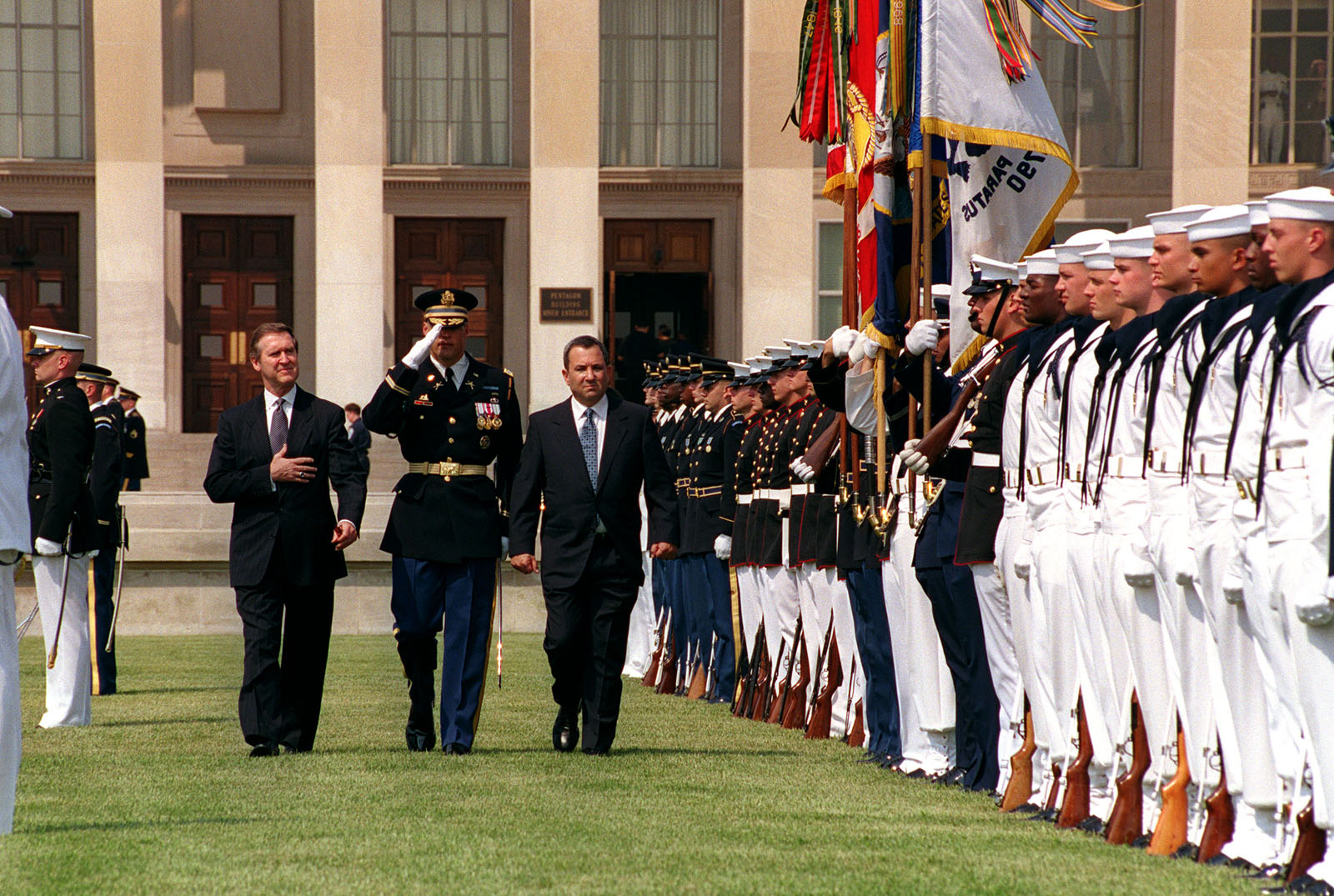
미국 수도 지역의 의장대

|           | 국방부 의장대대        | 해병대사령부 | 공군  | 경찰  |
| 휴대 소총 | M16A1, K2C1, M1 개런드 | M1 개런드    | M16A1 | M16A1 |

### 미국
미군의 각 부서는 육군, 해병대, 해군, 공군, 해안경비대 등 자체적인 공식 의장대를 가지고 있다. 또한 거의 모든 군사 시설에 지역 행사를 위한 자체 의장대가 있으며, 수도 지역에는 합동 복무 의장대와 국방부 의장대가 존재한다.
또한 소방서, 법 집행기관, 구조대 등 미국의 공공 안전 기관들이 여러 지역에서 의장대를 운용하고 있다. 

### 일본
이치가야 주둔지에 위치한 동부 육군의 직할부대인 제 302헌병중대가 의장대 역할을 수행한다. 외국 정상들이 도쿄를 방문할 때 도쿄 황궁이나 총리 관저에 있는 조와덴 영접장 밖에 모여 환영식에 참여한다.
일본 근위대는 일본 천황의 관저가 존재하는 도쿄에서 보초를 서는 등 도쿄 황궁에서 정례적인 공무를 수행한다. 또한 국가 의례에 사용되는 1개 소대 크기의 기마 경찰 부대를 보유하고 있다.
일본 방위대학교에서도 의장대를 겸하고 있다.

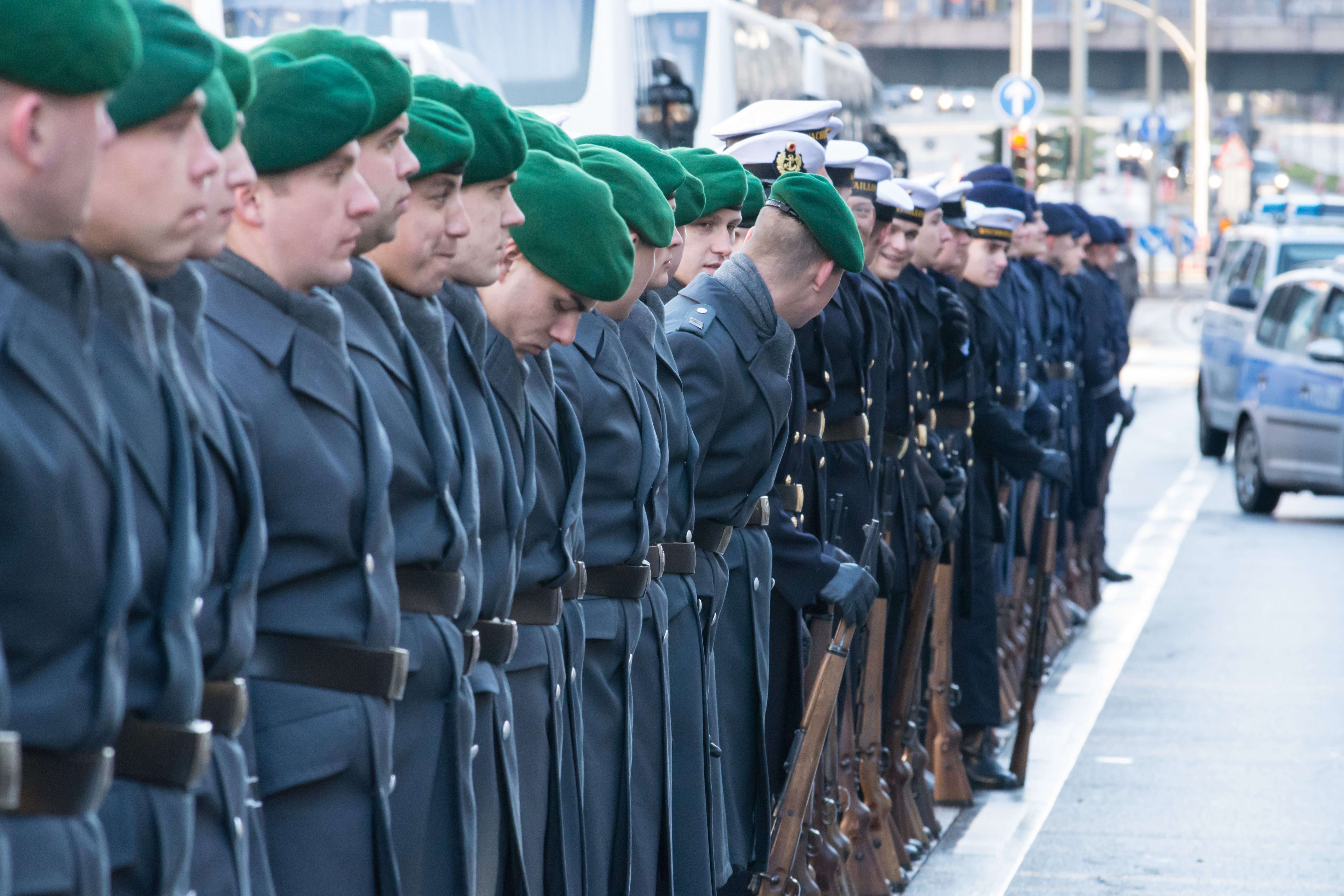
여러 종류의 모자를 갖춰쓴 와흐바틸론 부대, 녹색과 남색은 각각 육군, 공군의 베레모이고, 흰색은 해군의 정모이다.

### 독일
독일에는 대통령, 총리, 연방 국방부 장관 및 분데스베어 감사관을 위해 국빈 방문 또는 유사한 시기에 군 예우를 수행하는 와흐바틸론이 존재한다. 대한민국의 의장대와 비슷하게 와흐바틸론의 병사들은 독일 3군(즉, 육해공군) 출신이며, 모든 군의 제복을 갖추어 입을 수 있다. 육군과 공군 제복의 베레모에는 워치바틸론의 약칭으로 'W'자가 표시돼 있다.

### 러시아

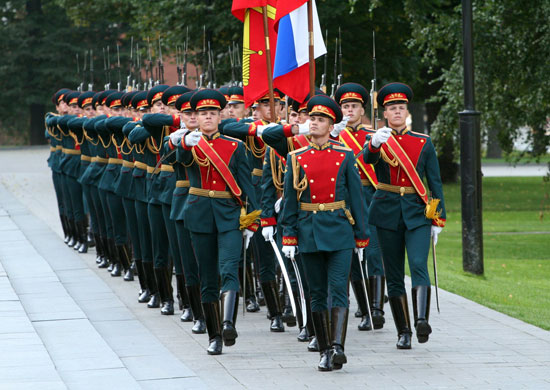
무명 용사의 무덤의 러시아군 제 154 독립연대

러시아 제국 근위대는 러시아 2월 혁명 이전까지 수 세기 동안 러시아 제국의 의장대로 활동했다. 이는 구소련 의장대의 기초와 모델을 구축한 것으로 알려져 왔다.
무명 용사의 무덤에 있는 러시아군의 명예 경비대인 제154 독립연대가 주요 의장대 부대 역할을 한다.
러시아 해군은 직할 의장 중대를 포함한 다수의 의장 중대를 보유하고 있다. 발트해 함대, 흑해 함대, 북방 함대, 태평양 함대를 각각 대표하는 중대가 있다.
러시아 공군은 보로네시에 가가린 공군사관학교 의장대 중대라는 하나의 의장대 중대를 두고 있다.

## 참고 문헌
1. 황선용 (2003). 《대통령의 근위병들》. 서울 : 포미디어. 240쪽.
2. 《방부 의장대대 전통의장대, 호국 무예의 전통을 잇다 : 전군 유일 호국 무예 전통의 맥을 잇는 자부심을 가진 부대》. HIM : military culture magazine Vol.54. 2015년 10월 1일. 16쪽.
3. 의장대 : 네이버 국어사전